# Bootxi
Bootxi (en rus: Боочи) és un poble de la república de l'Altai, a Rússia, que el 2016 tenia 262 habitants, pertany al districte d'Ongudai.